# Maurice Dean Wint
Maurice Dean Wint (Leicestershire, 1º maggio 1964) è un attore canadese apparso in varie serie televisive e film.
Wint si trasferì in Canada nel 1967 con la sua famiglia. Si è laureato alla York University con un Bachelor of Fine Arts in Drama. Le sue credenziali includono Where is Kabuki, Serpent Kills  e Titus Andronicus per il quale ha ricevuto un Premio Dora.

## Filmografia parziale

### Cinema
- The Swordsman, regia di Michael Kennedy (1992)
- Curtis's Charm, regia di John L'Ecuyer (1995)
- Cube - Il cubo (Cube), regia di Vincenzo Natali (1997)
- Hedwig - La diva con qualcosa in più (Hedwig and the Angry Inch), regia di John Cameron Mitchell (2001)

### Televisione
- Night Heat – serie TV, episodi 3x8 (1987)
- Capitan Power (Captain Power and the Soldiers of the Future) – serie TV, 22 episodi (1987-1988)
- Trial & Error, regia di Mark Sobel – film TV (1993)
- TekWar, regia di William Shatner – film TV (1994)
- TekWar – serie TV, 9 episodi (1994-1996)
- PSI Factor (PSI Factor: Chronicles of the Paranormal) – serie TV, 28 episodi (1996-1999)
- RoboCop: Prime Directives – serie TV, 4 episodi (2001)
- La fuggitiva (Jane Doe), regia di Kevin Elders – film TV (2001)
- Blue Murder – serie TV, 14 episodi (2001-2002)
- Burnt Toast, regia di Larry Weinstein – film TV (2005)
- ReGenesis – serie TV, 7 episodi (2004-2006)
- A Taste of Shakespeare – serie TV (2007)
- Un trofeo per Kylie (The Circuit), regia di Peter Werner – film TV (2008)
- Agenzia Roman - Case infestate (SurrealEstate) – serie TV (2021-in corso)

### Doppiaggio
- Hammerman - serie TV d'animazione (1991-1992)

## Doppiatori italiani
Nelle versioni in italiano delle opere in cui ha recitato, Maurice Dean Wint è stato doppiato da:
- Paolo Buglioni in Cube - Il cubo
- Angelo Nicotra in Hedwig - La diva con qualcosa in più
- Pasquale Anselmo in Blue Murder
- Alessandro Messina ne I misteri di Murdoch (ep. 2x01)
- Dario Oppido in Agenzia Roman - Case infestate vendesi
- Antonino Saccone in The Last Of Us